# 다치가와 Ki-54
다치가와 Ki-54(일본어: 立川 キ54) 또는 1식 쌍발 고등 연습기(일본어: 一式双発高練)는 일본 제국 육군이 제2차 세계 대전 당시 개발한 훈련기이다. 1939년(쇼와 14년), 일본 육군은 다치카와 항공에 95식 2형 연습기의 후속 기종으로 다목적으로 사용할 수 있는 고등 연습기의 시제품 개발을 지시했다. 조건은 전금속제 쌍발기로, 착륙 장치를 접을 수 있는 형태를 기본으로 하며, 정부(正副) 조종자 외에도 조종 훈련생, 항법사 훈련생, 통신사 훈련생, 폭격수 훈련생, 회전 기관총수 훈련생 등의 학생과 그 교관 및 조교, 총 6~7명이 탑승할 수 있는 것이 요구되었다. 다치카와에서는 나카지마 97식 수송기와 미국 록히드 슈퍼 일렉트라를 라이선스 생산한 로식(ロ式) 수송기의 제작 경험을 활용하여 개발에 착수했고, 시제기는 1940년(쇼와 15년) 6월에 첫 비행을 성공적으로 마쳤다. 심사 결과가 양호하여 기체를 약간 개량한 후, 1941년(쇼와 16년, 황기 2601년) 7월에 1식 쌍발 고등 연습기로 정식 채택되었다.
다치카와는 처음으로 자체 개발한 전금속제 쌍발기였으나, 엔진의 신뢰성이 높고 기체의 내구성이 뛰어났으며, 조종석에서의 시야가 좋고 기내 공간도 다양한 훈련에 대응할 수 있도록 넓게 확보되어 있어 매우 실용적인 명작기로 평가받았다. 그 결과, 조종 및 항법 연습기형인 갑형(키54 갑), 통신 및 폭격·사격 연습기형인 을형(키54 을) 등 다목적 연습기로서뿐만 아니라, 수송기형인 병형(키54 병), 초계기형인 정형(키54 정)도 생산되어 연락기로도 활용되었다. 주로 항공 관련 각종 군학교, 교육 비행대, 사령부 비행반 및 항공 심사부 비행 실험부에 배치되었고, 병형은 공수부대인 정진 연대(정진단·제1 정진집단)의 낙하산 강하 훈련기로, 또한 민간 항공기(명칭: Y39형 수송기)로도 사용되었다. 또한 소수의 기체가 만주국군에 요인 수송기로 제공되었다.
생산은 1945년(쇼와 20년) 6월까지 이어졌으며, 총 생산 기수는 1,342대였다. 태평양 전쟁 말기에는 250kg 폭탄 2발을 탑재한 특공기로도 준비되었다. 전후에는 연합군의 명령으로 인원 및 물자를 수송하는 녹십자 비행에 이용되었다. 또한 해외에서는 국공내전과 제1차 인도차이나 전쟁에서 일본인 지원병이 조종하며 운용되었다. 현존 기체에 대해서는, 아래에 언급된 도와다호에 가라앉은 기체가 발견되기 전까지는 중화인민공화국 베이징 항공우주대학의 베이징 항공관이 보유한 기체 동체 부분만이 유일한 것으로 알려져 있었다.

## 생존 기체

### 일본
2012년에 도와다호에서 인양된 기체(제조번호 5541번[2])는 일본 국내에 현존하는 유일한 기체이다. 이 기체는 제38비행대 소속기로, 1943년 9월 27일, 도와다호 서쪽에 위치한 아키타현의 노시로 비행장에서 이륙 후 엔진 고장으로 도와다호에 불시착했으며, 탑승자 4명 중 3명이 사망하고 1명이 생환한 것으로 알려져 있다. 도와다호의 호수 바닥은 연중 수온이 4~5℃로 저온이며 담수이기 때문에 기체의 부식이 적었고, 수직 꼬리날개의 비행 부대 마크와 기체 번호, 동체의 국적 표식인 일장기 등 당시의 도장까지 남아 있었다.
1995년에 존재가 알려졌으나, 2010년에 해양 조사 회사인 윈디 네트워크가 기체를 발견했다. 2012년에 아오모리현 항공협회 등에 의해 인양된 후, 11월부터 아오모리 현립 미사와 항공과학관에서 전시가 시작되었다. 참고로, 탑재하고 있던 엔진 중 1기는 제조사였던 히타치 항공기 후신 중 하나인 히노자동차가 복원하여 히노 오토플라자에 전시하고 있다.
2016년 7월 2일, 중요 항공 유산으로 인정받았으며, 2020년 11월에는 타치히 홀딩스가 장기 보존을 조건으로 기체를 양도받아 2022년까지 간헐적으로 공개되었다.